# Chiesa di Santa Maria Portae Paradisi

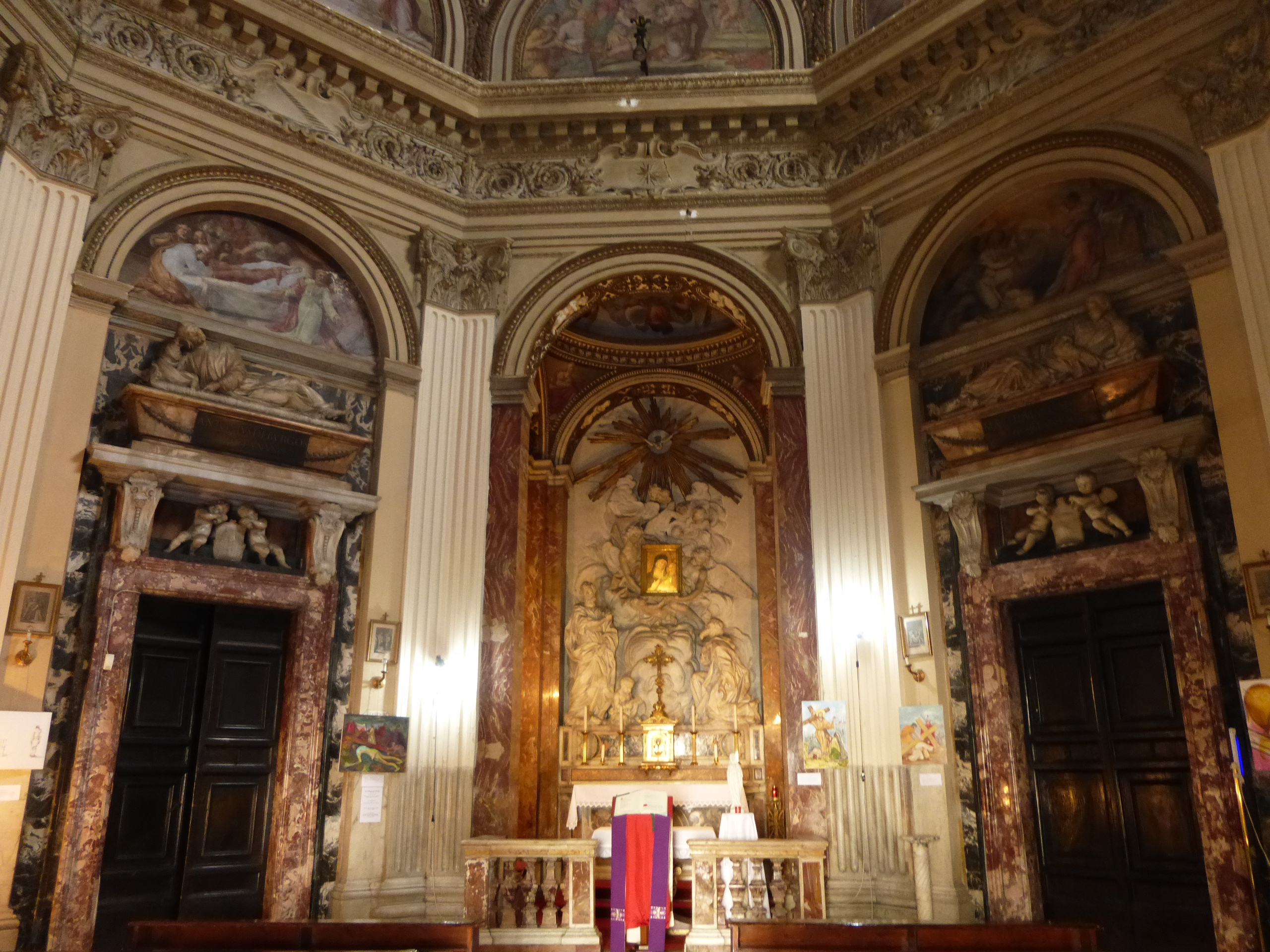
L'altare

La chiesa di Santa Maria Portae Paradisi è un luogo di culto cattolico di Roma situato nel rione Campo Marzio, affacciata su via di Ripetta.

## Storia
La chiesa, conosciuta già nel IX secolo con il nome di Santa Maria in Augusta, ebbe l'appellativo in Porta Paradisi o semplicemente Portae Paradisi perché nei suoi pressi si apriva una delle porte dei muri che circondavano il vicino Mausoleo di Augusto, detti paradiseiois, oppure perché adiacente v'era il cimitero (chiuso nel 1836 per motivi sanitari, a causa dell'epidemia di colera) dell'Ospedale di San Giacomo in Augusta, detto degli Incurabili: secondo la tradizione cristiana, il luogo che accoglie i fedeli per il sonno eterno si chiama "Paradiso", e "porta del paradiso" era il nome del luogo che vi immetteva: da qui il nome della chiesa, adibita a funzioni funebri e vicina all'antico cimitero dell'ospedale.
Nel XVI secolo la chiesa fu riedificata da Antonio da Sangallo il Giovane e in quell'occasione prese l'odierna denominazione. La sua facciata, che dà su via di Ripetta, è preceduta da un portichetto, ed ingloba un rilievo marmoreo raffigurante La Madonna col Bambino attribuito al Sansovino. L'interno si presenta a pianta ottagonale e conserva opere del Seicento di Pietro Paolo Ubaldini, Cosimo Fancelli, Paolo Naldini, Francesco Brunetti, Lorenzo Greuter. Sopra la cantoria in controfacciata si trova l'organo a canne Tamburini opus 447 del 1962, con 18 registri su due manuali e pedale.